# Jakow Anfimow

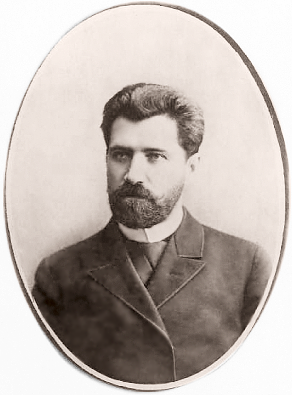
Jakow Anfimow

Jakow Afanasjewicz Anfimow (ros. Яков Афанасьевич Анфимов, ur. 17 października?/29 października 1852 w Sjewsku, zm. 11 lutego 1930 w Tyflisie) – rosyjski lekarz psychiatra i neurolog. Autor ponad 60 prac naukowych. Jako jeden z pierwszych opisał cyklotymię („okresowe psychozy”, ros. периодические психозы).

## Życiorys
Studiował fizykę i matematykę na Uniwersytecie w Petersburgu, studia ukończył w 1877. Następnie studiował medycynę na Akademii Medyko-Chirurgicznej w Sankt Petersburgu i w 1880 otrzymał tytuł doktora nauk medycznych. Jako lekarz wojskowy przebywał na Kaukazie, od 1885 do 1892 asystent i docent prywatny w klinice psychiatrycznej Akademii Medyko-Chirurgicznej. W 1892 został profesorem nadzwyczajnym, a w 1893 profesorem zwyczajnym na katedrze chorób nerwowych i psychicznych Uniwersytetu w Tomsku. Po 1894 na Uniwersytecie w Charkowie, od 1920 do 1925 na Uniwersytecie w Tyflisie. Pochowany jest w Panteonie Narodowym w Tyflisie.

## Wybrane prace
- К вопросу о болезни Morvan'a. Вестник психиатрии и невропатологии
- К вопросу об электровозбудимости нервно-мышечного аппарата у душевно- и нервнобольных. Вестник психиатрии (1889)
- Сознание и личность при душевных болезнях
- Психофизиология речи
- Словесная слепота
- Периодическая усталость и периодические психозы
- Волчий голод
- О невритах, полиневритах и восходящем параличе Landry в связи с учением о невронах. Труды харьковского медицинского общества (1897)
- von  Bechterew, von  Anfimov, Sur l’Epilepsie alcoolique, s. 16–34 (fr.). W: Bericht über die dritte Tagung der internationalen Liga zur Bekämpfung und Erforschung der Epilepsie. Zürich, 6. und  7. September  1912. „Epilepsia”. A4 (1), s. 1–86, 1912. DOI: 10.1111/j.1528-1157.1912.tb03059.x.